# Parc Monceau

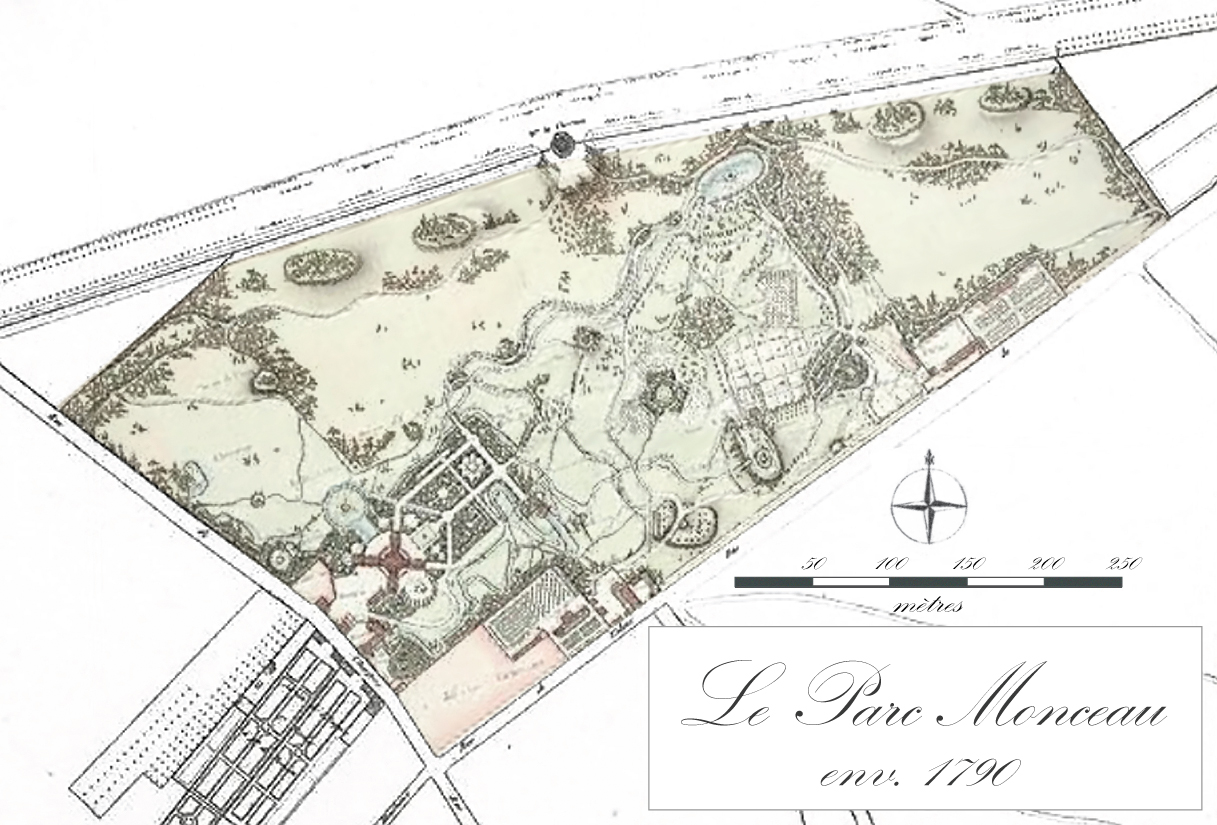

Parc Monceau je veřejný anglický park, který se nachází v Paříži v 8. obvodu na hranici se 17. obvodem. Park měří v obvodu 1107 metrů a má rozlohu 8,2 ha. Je obklopen převážně luxusními obytnými domy.

## Historie
Pozemky byly původně v majetkem vévody ze Chartres, který si zde nechal v roce 1778 vytvořit zemi iluzí (pays d'illusions). Zahrada byla vybavena švýcarskou farmou, holandskými mlýny, pagodou, pyramidou, středověkou zříceninou, římským chrámem, které byly doplněny květinami a stromy. Za Francouzské revoluce byla zahrada zkonfiskována a roku 1793 znárodněna. Dne 22. října 1797 zde André-Jacques Garnerin uskutečnil první seskok s padákem. Během Restaurace se zahrada stala majetkem rodiny d'Orléans. V roce 1860 zahradu koupilo město Paříž. Část prodalo na stavební parcely a z další části byl utvořen veřejný park.

## Vybavení parku
Většina staveb vévody ze Chartres zůstala v parku dodnes. V severní části parku navíc stojí rotunda, což je pozůstatek bývalých městských hradeb z konce 18. století. Na území parku jsou také rozmístěny mramorové sochy hudebních skladatelů a spisovatelů jako Guy de Maupassant, Frédéric Chopin, Charles Gounod, Ambroise Thomas nebo Édouard Pailleron.

## Galerie

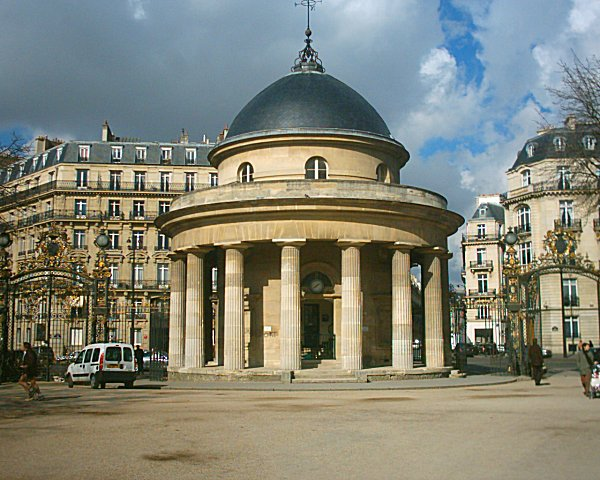
Rotunda
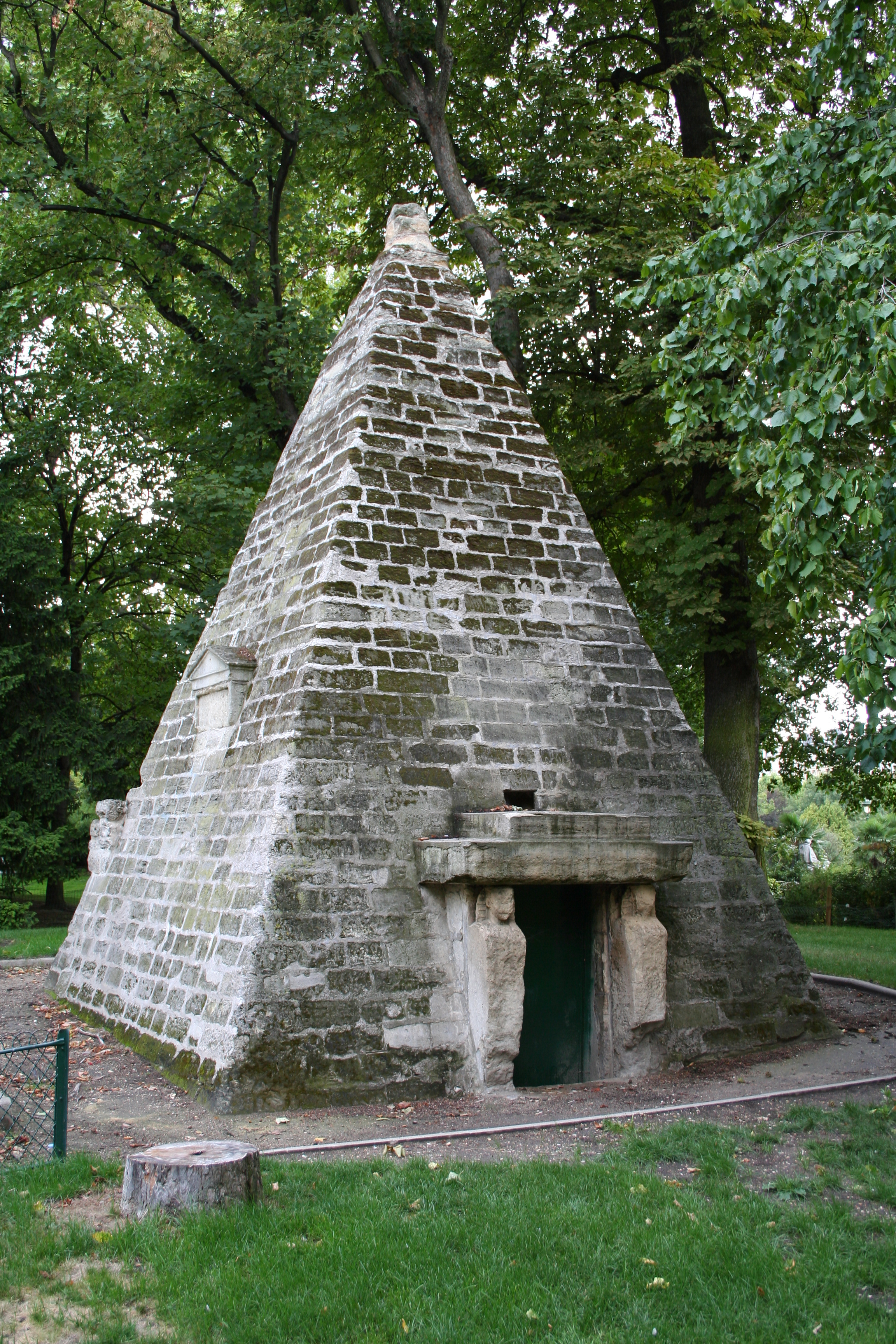
Pyramida
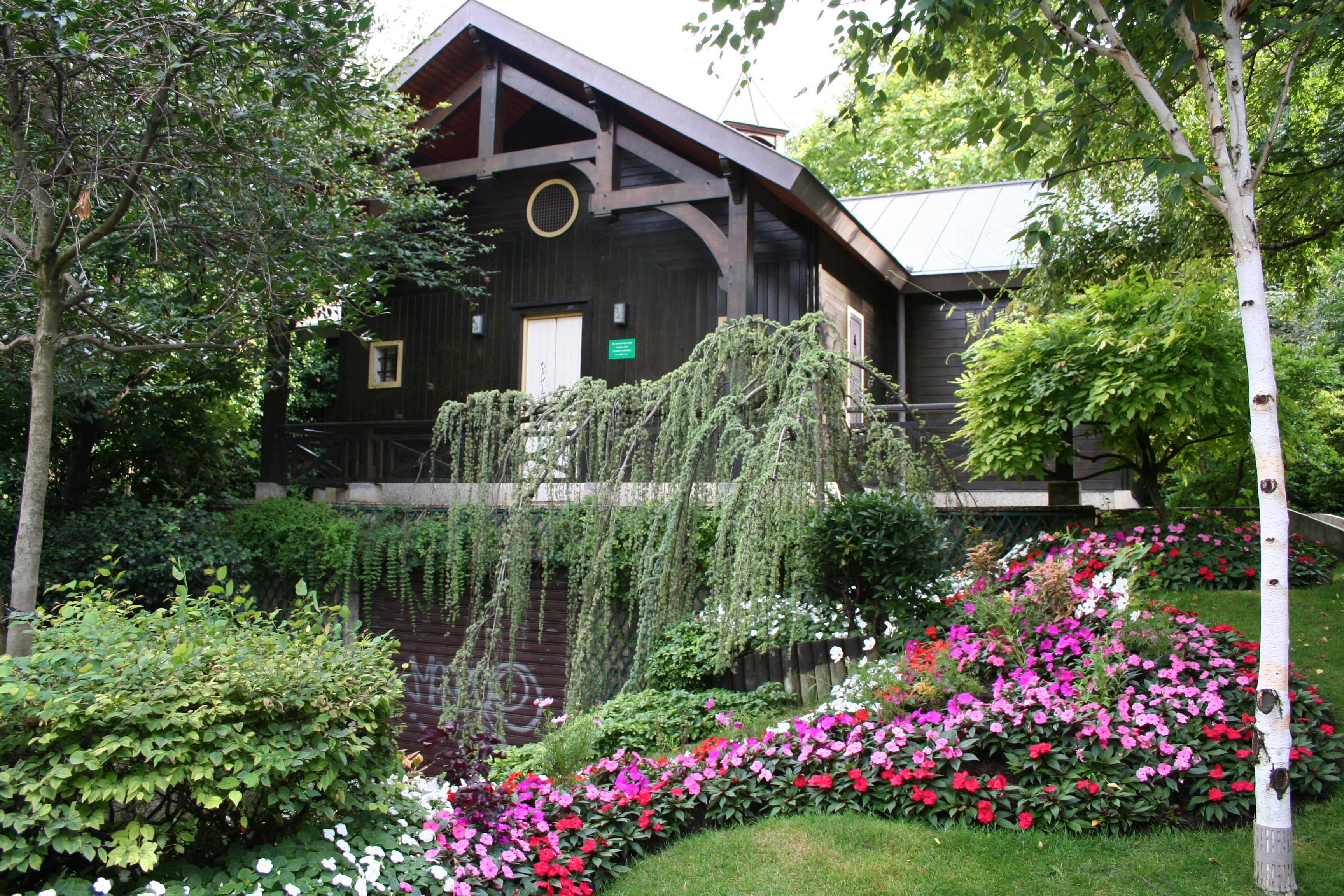
Švýcarská farma
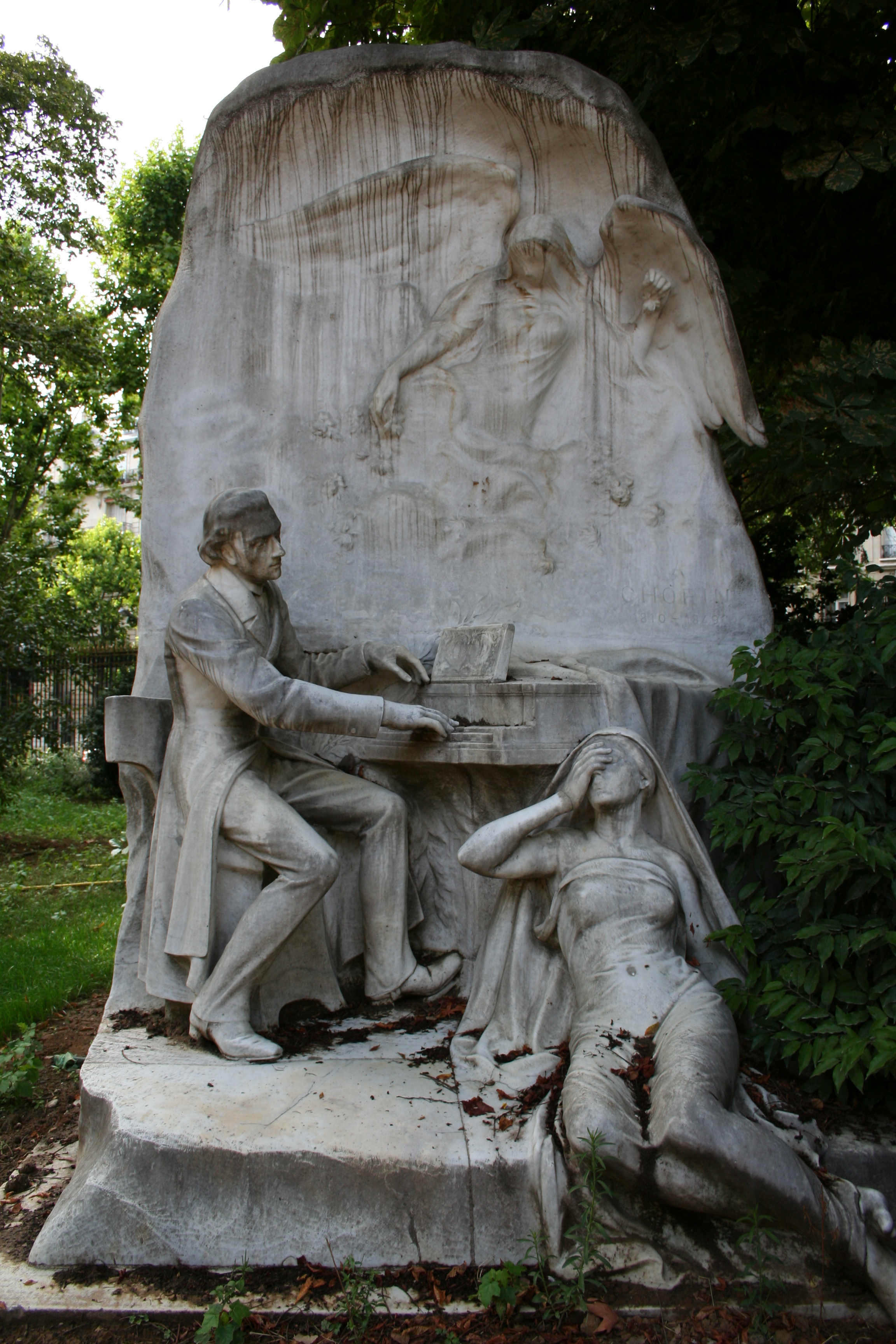
Frédéric Chopin
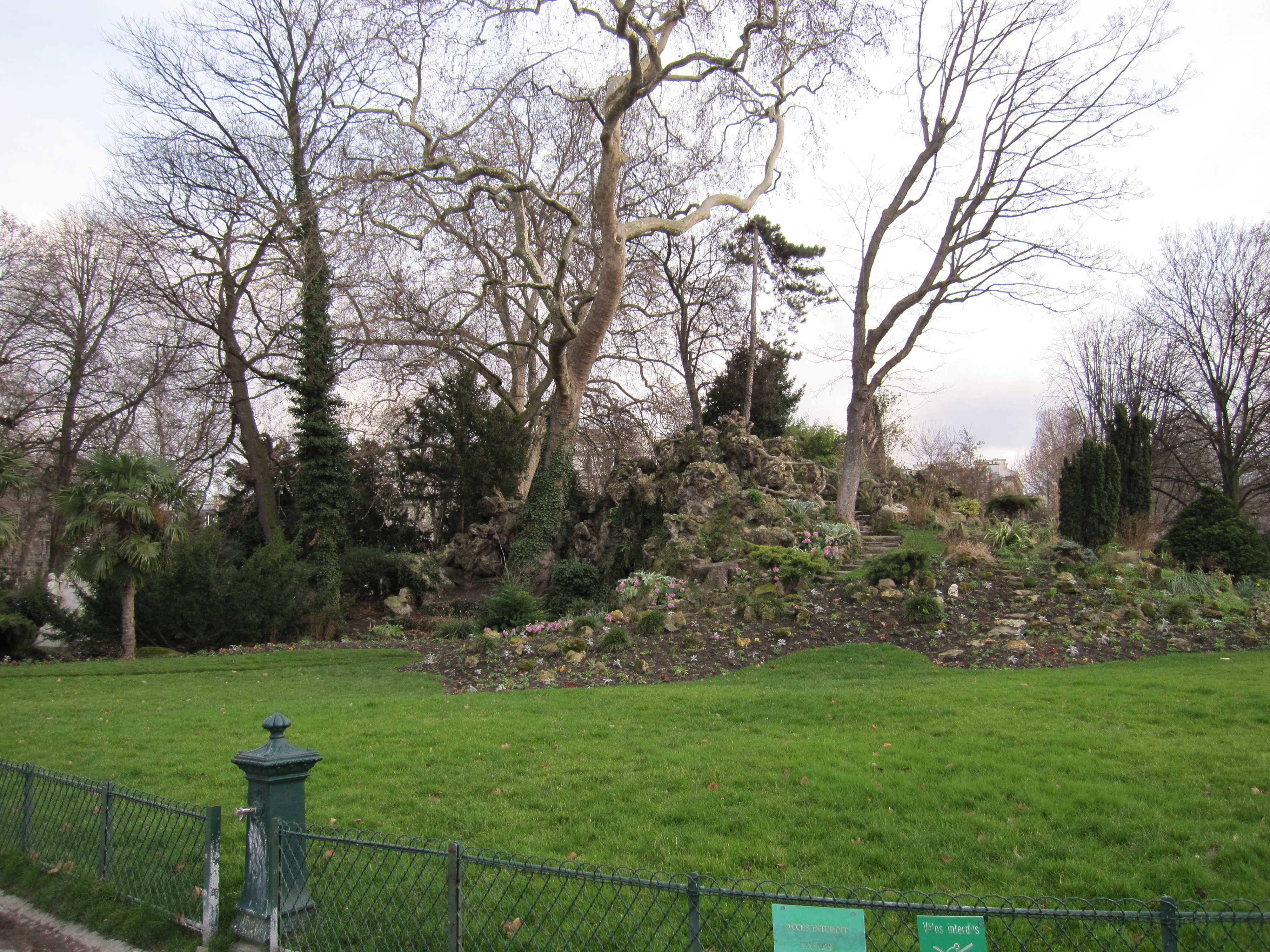